# São João do Triunfo
São João do Triunfo – miasto i gmina w Brazylii, w stanie Parana. Znajduje się w mezoregionie Sudeste Paranaense i mikroregionie São Mateus do Sul.

## Historia
Region São João do Triunfo zaczął być zaludniany w 1864 r., gdy João Nunes de Souza z São José dos Pinhais dotarł  w te okolice rzeką Iguaçu. Gmina powstała w 1890 r. 
W 1891 roku polscy imigranci założyli kolonię Palmira, która objęła 88 działek rolnych w dwóch głównych obszarach Rio dos Patos i Bromado. Gospodarka Palmiry opierała się na rolnictwie (jerba mate) i leśnictwie oraz porcie rzecznym. 
Palmira stała się gminą 10 kwietnia 1909 r. na mocy ustawy stanowej Paraná nr 874, a w 1920 r. liczyła 2423 mieszkańców. Następnie gmina Palmira została włączona do gminy São João do Triunfo. Do dziś dużą część jej mieszkańców stanowią potomkowie polskich osadników.
W latach trzydziestych XX wieku São João do Triunfo uznawano za jedną z najbogatszych społeczności w regionie. Położone na prawym brzegu Iguaçu, posiadało port śródlądowy Porto Feliz.